# Teplice nad Bečvou
Teplice nad Bečvou (dříve Zbrašov) jsou lázeňská obec v okrese Přerov v Olomouckém kraji. Žije zde 438 obyvatel. Obec leží na železniční trati Hranice na Moravě – Púchov. Lázně Teplice nad Bečvou patří mezi významné lázně v České republice. Specializují se na špičkovou kardiorehabilitaci klientů s důrazem na prevenci vzniku srdečních a mozkových příhod.

## Historie
První písemná zmínka o obci jménem Zbrašov pochází z roku 1328. V roce 1959 byla obec Zbrašov přejmenována na Teplice nad Bečvou. Název Zbrašov se stále používá pro označení obydlené (vesnické) části Teplic nad Bečvou.

## Obyvatelstvo
| Rok            | 1869 | 1880 | 1890 | 1900 | 1910 | 1921 | 1930 | 1950 | 1961 | 1970 | 1980 | 1991 | 2001 | 2011 | 2021 |
| -------------- | ---- | ---- | ---- | ---- | ---- | ---- | ---- | ---- | ---- | ---- | ---- | ---- | ---- | ---- | ---- |
| Počet obyvatel | 232  | 214  | 202  | 219  | 220  | 239  | 287  | 543  | 346  | 316  | 368  | 325  | 307  | 376  | 412  |
| Počet domů     | 41   | 40   | 38   | 39   | 42   | 46   | 56   | 71   | 60   | 68   | 71   | 78   | 80   | 92   | 111  |

## Obecní správa

### Obecní symboly
Znak a vlajka byly obci uděleny rozhodnutím předsedy Poslanecké sněmovny Parlamentu České republiky dne 9. října 2007.

## Lázně
V obci se nacházejí známé lázně specializované zejména na choroby srdce. V areálu lázní se také nachází několik architektonicky zajímavých staveb, např. lázeňská budova s hotelem a restaurací Bečva architektů Karla Kotase a Oskara Oehlera (postaveno v letech 1931–1949) nebo vila L. Říhovského (1933–1934, architekti Elly Oehlerová a Oskar Oehler), která v současné době prochází problematickou přestavbou na byty. V nedávné minulosti zde byly otevřeny solné jeskyně vhodné pro léčbu astmatu a jiných plicních chorob. Lázně leží na území obcí Teplice nad Bečvou a Hranice.

### Lázeňské objekty

#### Lázeňské domy
- Bečva
- Moravan
- Janáček
- Mariupol
- Praha
- Radost

#### Prameny
- Kropáčův pramen
- Galašův pramen
- Jurikův pramen
- Janáčkův pramen

## Pamětihodnosti

### Zajímavosti v okolí
U obce se nachází Hranický kras s veřejnosti přístupnými Zbrašovskými aragonitovými jeskyněmi a Hranickou propastí, která je nejhlubší zatopenou sladkovodní jeskyní na světě.

## Fotogalerie

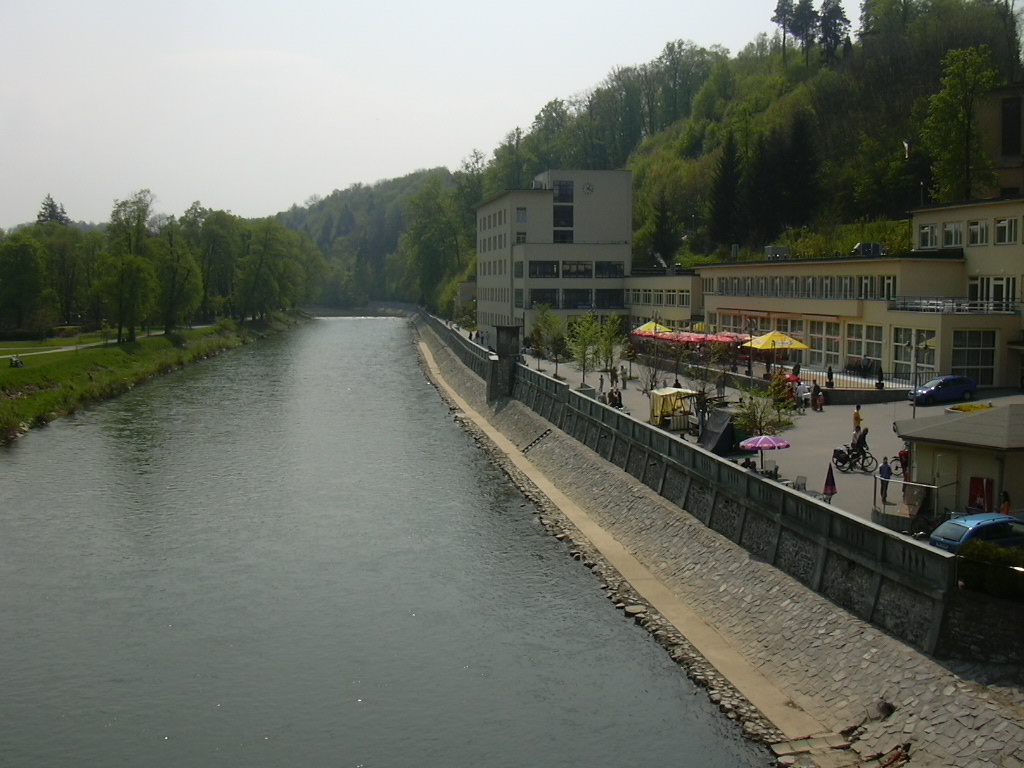
Lázeňské nábřeží
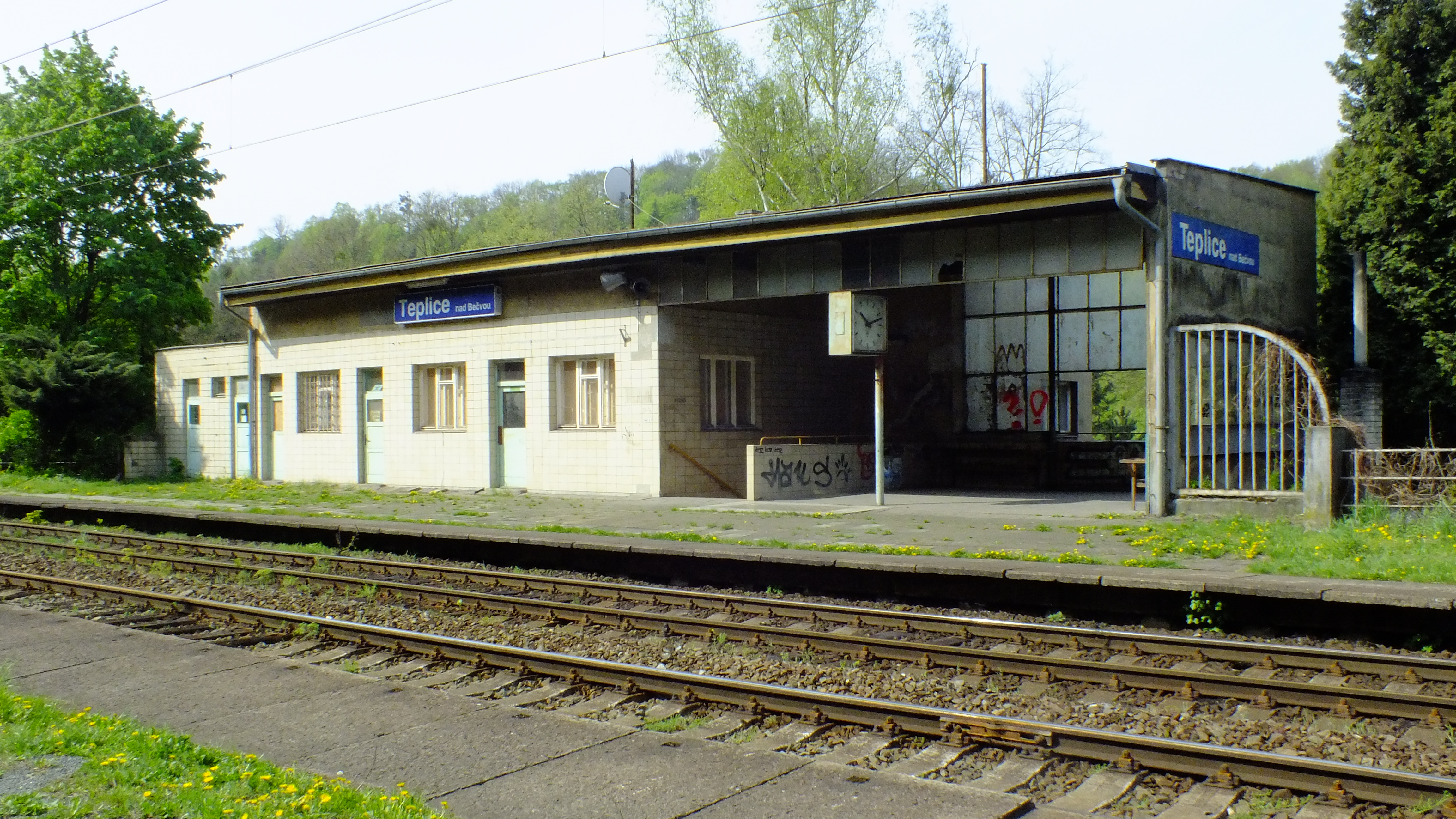
Vlakové nádraží
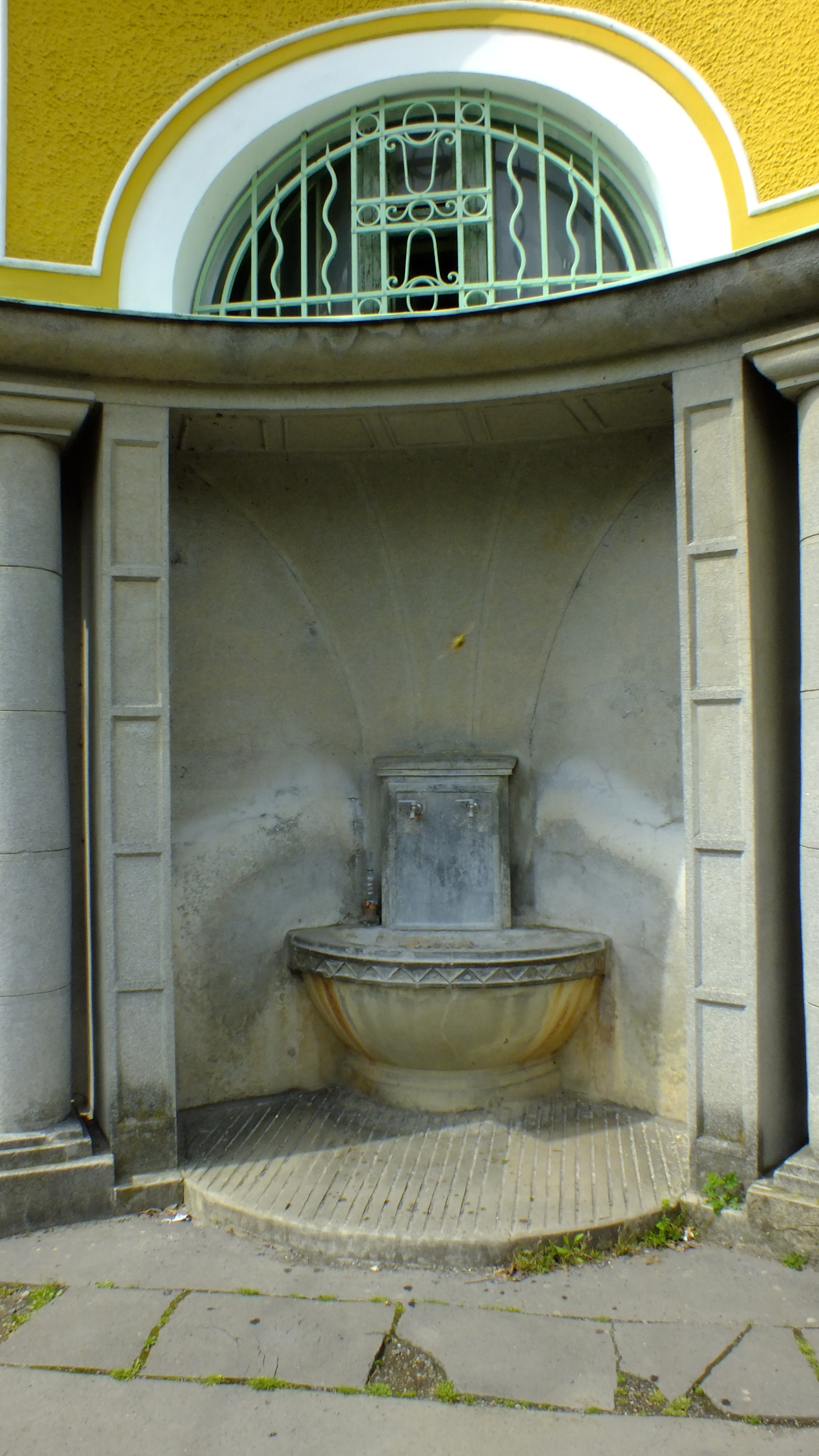
Kropáčův pramen
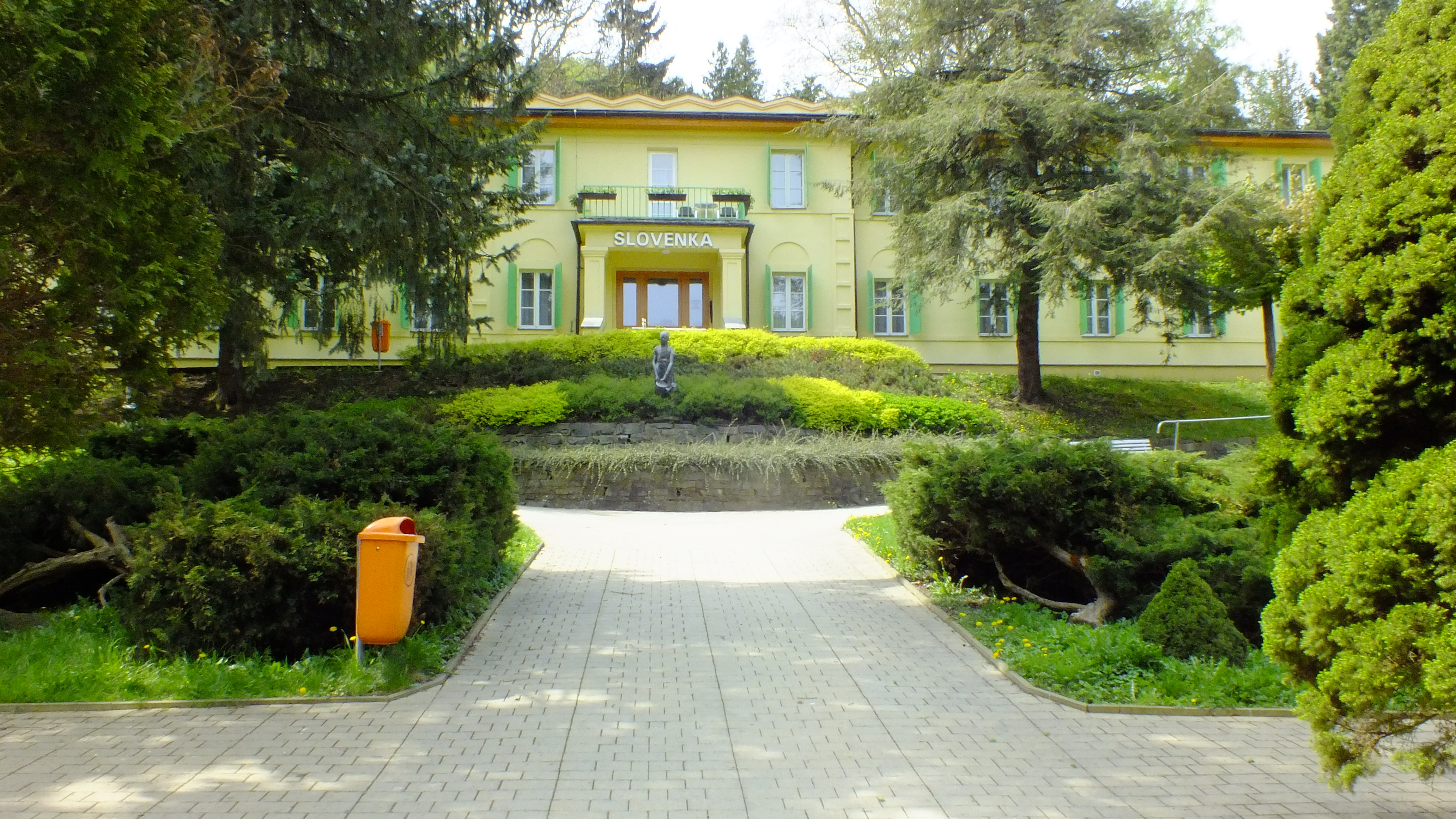
Lázeňský dům Slovenka, nyní Mariupol
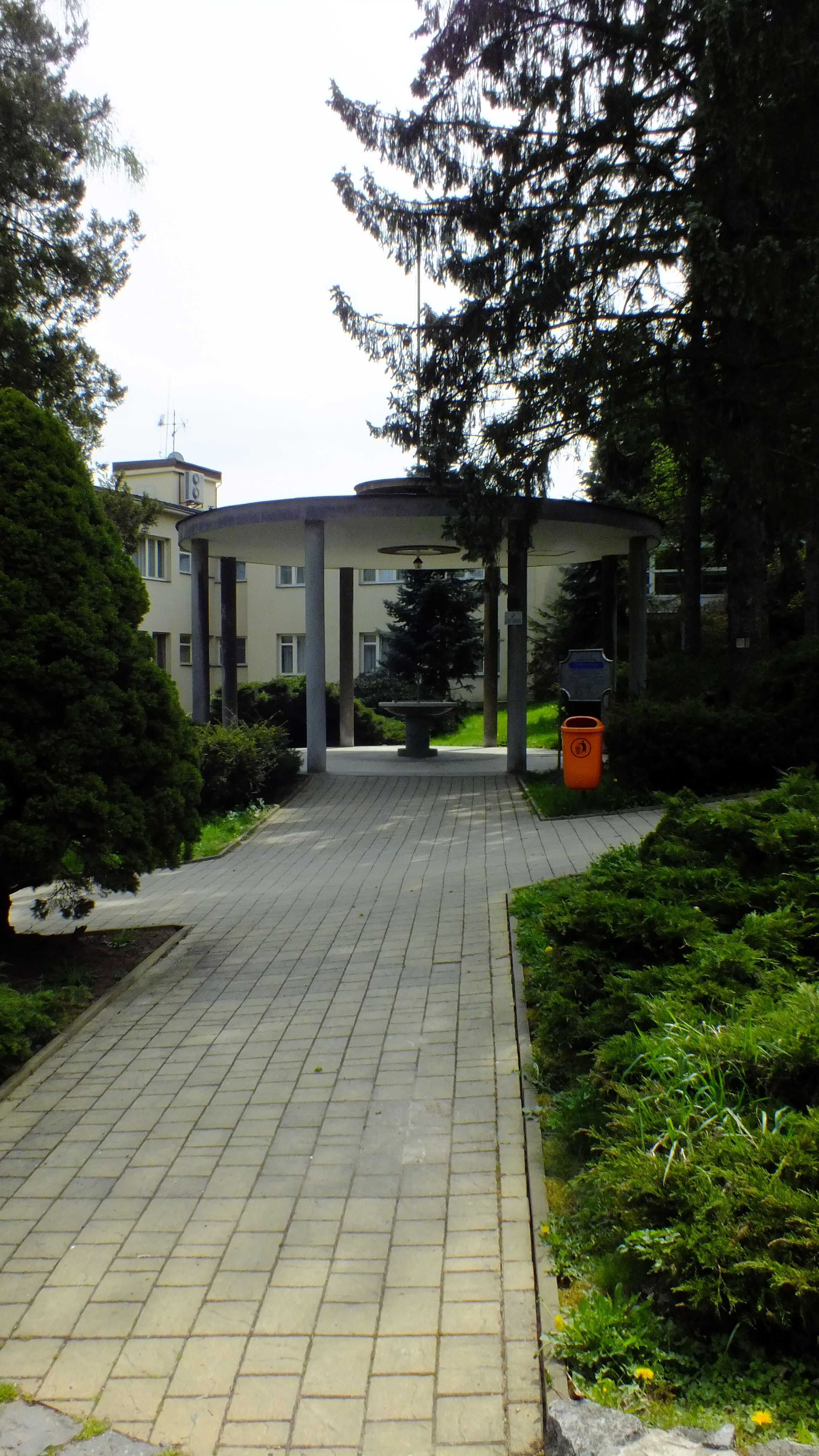
Gallašův pramen
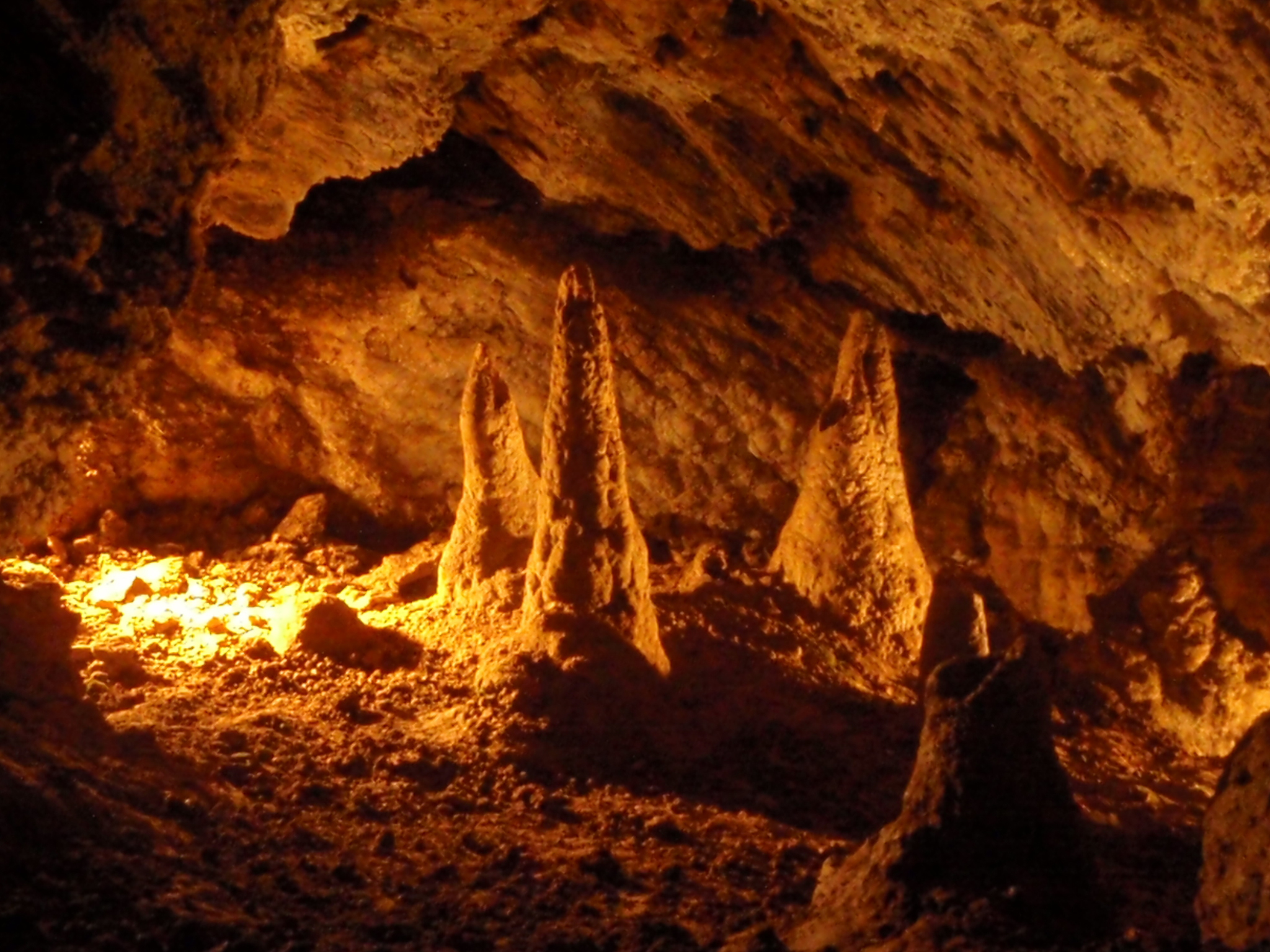
Zbrašovské aragonitové jeskyně

## Doprava
Poblíž obce na druhém břehu řeky Bečvy se nachází železniční stanice Teplice nad Bečvou, obsluhovaná osobními vlaky. Taktéž zde zastavují příměstské autobusové linky. Přímo obcí prochází jedna linka příměstské autobusové dopravy a jezdí sem také autobusy hranické městské hromadné dopravy. Přeprava linkami MHD Hranice je zcela bezplatná.